# مسجد عمرو بن العاص (كوالالمبور)
مسجد عمرو بن العاص هو مسجد بارز ومعروف في منطقة بندر بارو سنتول في كوالالمبور عاصمة ماليزيا .

## التاريخ
شيد مسجد عمرو بن العاص في الثالث من شهر يونيو عام 1995، وانتهى البناء في الثامن عشر من شهر أغسطس عام 1997، وافتتح المسجد في عام 1998.